# Нагрудный знак пилота
Квалификационный нагрудный знак люфтваффе «Пилот» (нем. Flugzeugführerabzeichen) — квалификационный нагрудный знак воздушных сил Вооружённых сил нацистской Германии, позднее (денацифицированная версия) носился военнослужащими Воздушных сил ВС ФРГ (без свастики). 

## История
В марте 1933 года для членов Немецкой воздушной спортивной ассоциации (немец. яз. Deutscher Luftsportverband или DLV е V.) был учреждён квалификационный знак «Лётный состав» (немец. яз. Fliegerschaftsabzeichen), ставший предтечей знака «Пилот».
Знак был учреждён 12 августа 1936 года рейхсминистром люфтфаффе рейхсмаршалом Германом Вильгельмом Герингом, им награждались лётчики (пилоты) авиационных школ успешно окончившие курсы по обучению (около 100—140 часов налёта за 6—9 месяцев обучения). Кроме лётчиков воздушных сил (люфтваффе) квалификационный знак могли получить военнослужащие других родов войск и воинских формирований (сухопутные и морские силы  Вооружённых сил нацистской Германии (вермахта), войска СС, СД), также успешно окончившие лётные курсы. После присоединения Австрии к Германии военные лётчики австрийской республики могли получать немецкий нагрудный знак пилота автоматически. По мере присоединения и завоевания новых территорий награждение военных лётчиков других стран квалификационным знаком пилота решалось в каждом отдельном случае. При повышении квалификационных лётных нормативов, обладатель квалификационного нагрудного знака «Пилот» мог претендовать на квалификационный знак воздушных сил «Пилот-наблюдатель». Существовали также и тканевые версии награды для офицерского и нижнего звена военнослужащих.

## Описание квалификационного знака, вручение и правило ношения
Знак имеет овальную форму с венком из дубовых и лавровых листьев (символ победителей), в центре композиции парящий орел, держащий в когтях свастику. Крепление к одежде осуществлялось с помощью булавки вертикального зажима. В начале выпуск награды осуществлялся из «никелевого серебра» (нейзильбера), под конец II мировой войны, в связи, с нехваткой и экономией ресурсов стал выпускаться из цинка и его сплавов. Маркировка знака осуществлялась с тыльной стороны награды (также могли существовать и не клейменные образцы), как правило это была берлинские фирмы «Карл Эрих Юнкер» и «Ассман и сыновья» из города Люденшайда, но были также и другие. Квалификационный знак носился на левой стороне парадного мундира или повседневной униформы (правило ношения знака утвердил лично Герман Геринг приказом от 27 ноября 1935 года). Вручался знак обычно в коробке синего цвета, в торжественной обстановке, с вручением соответствующих документов, а также записям к ним в книжке военнослужащего.

## Современное состояние награды
В соответствие с законом Федеративной Республики Германия о положение орденов и медалей, а также их названия выпуска 1933—1945 годов, от 26 июля 1957 года, квалификационный нагрудный знак люфтваффе «Пилот» производился в денацифицированной версии без свастики.